# Таймазов Артур Борисович
Артур Борисович Таймазов (рос. Артур Борисович Таймазов, узб. Artur Taymazov, 20 липня 1979, с. Ногір, Північна Осетія) — російський і узбецький борець вільного стилю, дворазовий олімпійський чемпіон, дворазовий чемпіон світу, триразовий чемпіон Азії, триразовий чемпіон Азійських ігор. Включений до всесвітньої Зали слави Міжнародної федерації об'єднаних стилів боротьби (FILA).

## Біографія
Народився в с. Ногір в Північній Осетії, у спортивній сім'ї. Всі чотири брати Таймазови в різний час займалися боротьбою і штангою.  Старший брат Артура, Тимур став Олімпійським чемпіоном Атланти, двічі вигравав світові чемпіонати з важкої атлетики. Виступав за команду України. Артур Таймазов на початку спортивної кар'єри виступав за збірну Росії. У її складі був чемпіоном Світових юнацьких ігор. З 2000 року виступає за команду Узбекистану, у складі якої тричі отримував золоті нагороди на Олімпіадах. У квітні 2017 року однієї із золотих олімпійських медалей був позбавлений.
У серпні 2015 року розпочалися повторні аналізи на виявлення допінгу зі збережених зразків з Олімпійських ігор у Пекіні 2008 року та Лондоні 2012 року.
Перевірка зразків Артура Таймазова з Пекіна 2008 року призвела до позитивного результату на заборонені речовини — дегідрохлорметилтестостерон (туринабол) і станозолол. Рішенням дисциплінарної комісії Міжнародного олімпійського комітету від 5 квітня 2017 року в числі інших 2-х спортсменів він був дискваліфікований з Олімпійських ігор в Пекіні 2008 року і позбавлений золотої олімпійської медалі.
Боротьба на літніх Олімпійських іграх 2012 — вільна боротьба, до 120 кг

## Виступи на Олімпіадах
| Змагання                    | Збірна     | Вагова категорія | Місце                     |
| --------------------------- | ---------- | ---------------- | ------------------------- |
| Літні Олімпійські ігри 2000 | Узбекистан | 130 кг           | Срібло                    |
| Літні Олімпійські ігри 2004 | Узбекистан | 120 кг           | Золото                    |
| Літні Олімпійські ігри 2008 | Узбекистан | 120 кг           | ( Золото) дискваліфікація |
| Літні Олімпійські ігри 2012 | Узбекистан | 120 кг           | ( Золото) дискваліфікація |

## Виступи на Чемпіонатах світу
| Змагання                        | Збірна     | Вагова категорія | Місце  |
| ------------------------------- | ---------- | ---------------- | ------ |
| Чемпіонат світу з боротьби 2001 | Узбекистан | 130 кг           | Срібло |
| Чемпіонат світу з боротьби 2002 | Узбекистан | 120 кг           | 8      |
| Чемпіонат світу з боротьби 2003 | Узбекистан | 120 кг           | Золото |
| Чемпіонат світу з боротьби 2005 | Узбекистан | 120 кг           | 10     |
| Чемпіонат світу з боротьби 2006 | Узбекистан | 120 кг           | Золото |
| Чемпіонат світу з боротьби 2007 | Узбекистан | 120 кг           | Бронза |
| Чемпіонат світу з боротьби 2010 | Узбекистан | 120 кг           | Срібло |
| Чемпіонат світу з боротьби 2011 | Узбекистан | 120 кг           | 8      |

## Виступи на Чемпіонатах Азії
| Змагання                       | Збірна     | Вагова категорія | Місце  |
| ------------------------------ | ---------- | ---------------- | ------ |
| Чемпіонат Азії з боротьби 2000 | Узбекистан | 130 кг           | Золото |
| Чемпіонат Азії з боротьби 2011 | Узбекистан | 120 кг           | Золото |

## Виступи на Азійських іграх
| Змагання           | Збірна     | Вагова категорія | Місце  |
| ------------------ | ---------- | ---------------- | ------ |
| Азійські ігри 2002 | Узбекистан | 120 кг           | Золото |
| Азійські ігри 2006 | Узбекистан | 120 кг           | Золото |
| Азійські ігри 2010 | Узбекистан | 120 кг           | Золото |

## Виступи на інших змаганнях
| Змагання                                             | Збірна     | Вагова категорія | Місце  |
| ---------------------------------------------------- | ---------- | ---------------- | ------ |
| Олімпійський кваліфікаційний турнір 2000             | Узбекистан | 130 кг           | Золото |
| Олімпійський кваліфікаційний турнір 2012             | Узбекистан | 120 кг           | Золото |
| Київський Міжнародний турнір з вільної боротьби 2011 | Узбекистан | 120 кг           | Золото |
| Золотий Гран-прі з боротьби 2006                     | Узбекистан | 120 кг           | Золото |
| Турнір Чорного моря 2012                             | Узбекистан | 120 кг           | Золото |

## Санкції
Через підтримку російської агресії та порушення територіальної цілісності України під час російсько-української війни перебуває під персональними міжнародними санкціями різних країн.